# Catedral de San Pablo (Worcester)
La Catedral de San Pablo es la catedral de la diócesis de Worcester en Worcester, Massachusetts. El arquitecto que construyó la catedral fue Elbridge Boyden el mismo que construyó la Worcester's Mechanics Hall.